# Catherine Cusset
Catherine Cusset, francoska pisateljica; *1963, Pariz, Francija.
Catherine Cusset je v Franciji zelo prepoznavna pisateljica, avtorica 15 romanov. Njena dela so prevedena v številne jezike. V slovenščino je preveden roman Tisti, ki smo ga oboževali.
Za svoja dela je prejela več književnih nagrad. Za roman Le problème avec Jane je leta 200 prejela Grand Prix littéraire des lectrices d’Elle za roman Un brillant avenir pa leta 2008 nagrado Prix Goncourt des Lycéens. Roman Tisti, ki smo ga oboževali, je bil med finalisti za Prix Goncourt leta 2016. Za roman Vie de David Hockney je leta 2018 prejela Prix Anaïs Nin.
Catherine Cusset živi v Združenih državah Amerike. Med letoma 1991 in 2002 je bila zaposlena na ameriški univerzi Yale kot profesorica francoske književnosti.